# لوسي جوود بروكس
كانت لوسي جوود بروكس(بالإنجليزية: Lucy Goode Brooks) (من مواليد 13 سبتمبر 1818 - والمُتوفاة في 7 أكتوبر 1900) عبدة أمريكية لعبت دورًا أساسيًا في تأسيس جمعية أصدقاء أليتام لذوي البشرة المُلونة في ريتشموند بولاية فيرجينا.

## حياتها المُبكرة وتعليمها
وُلدت جوود في 13 سبتمبر عام 1818 في فرجينيا لعبدة تُسمى جوديث جود ورجل أبيض. التقت جوود بعبد آخر يُدعى ألبرت رويال بروكس وعلمته القراءة والكتابة حتى يتمكنوا من كتابة التصاريح لرؤية بعضهم البعض. عندما تُوفي سيدها في عام 1838، أصبحت جوود ملكًا لرجل يدعى سوبليت. التحقت جوور في العام نفسه بالكنيسة المعمدانية الأولى في ريتشموند. وبعد فترة وجيزة بعد أن أصبحت جوود ملكًا لسوبليت، سمح لها بالزواج من بروكس في 2 فبراير 1839 وسمح لهم بالعيش معًا. سمح سوبليت لألبرت بتشغيل الإسطبل وجمع الإيجار منه، كما سمح له أيضًا بالحفاظ على أرباحه الإضافية واستخدامها لشراء حريته. وفي عام 1841 عندما انقسمت الكنيسة المعمدانية، كانت جوود واحدة من المجموعة التي شاركت في تشكيل الكنيسة المعمدانية الأفريقية الأولى.

## حياتها المهنية
عندما توفي سوبليت في عام 1858، هدد ورثته ببيع جوود وأطفالها إلى مُلّاك آخرين. تمكنت جوود من التفاوض مع التجار الذين اشتروا أطفالها وسمحوا لها بالعيش معهم نظير أعمال يومية يقومون بها. كان الاستثناء الوحيد هو إحدى بناتها التي تم بيعها لعائلة في ولاية تينيسي. كان هذا التشتُّت الأُسري دافعًا لبروكسس كي يعمل بجد لمحاولة شراء حرية لوسي والأطفال. سمح سيد لوسي الجديد، دانييل فون غرونينغ، الذي كان يمتلك أيضًا أولادها الثلاثة الأصغر سنًا، لألبرت أن يدفع مقابل حريته على أقساط. استغرق الأمر أربع سنوات، كي يتم التوقيع على صك الإعتاق في 21 أكتوبر 1862، لكن لم يتم إطلاق سراح الأولاد الثلاثة الأكبر سنًا حتى انتهاء الحرب الأهلية الأمريكية.
كان فقدان ابنتها وابنها السابق - الذي بيع وهو لا يزال طفلًا - حافزًا لبروكس أن تحاول مساعدة الأطفال الذين انفصلوا عن والديهم، بعد انتهاء الحرب. عرض مكتب فريدمان في البداية حصصًا مؤقتة لرعاية للأطفال المهجورين، ولكن بحلول خريف عام 1865، حاول بشكل متزايد تحويل العبء إلى جهود الإغاثة المحلية والمجتمعات الخيرية. أقنعت بروكس، التي كانت أحد قادة دائرة الخياطة النسائية للعمل الخيري، السيدات الأخريات بالمساعدة في إنشاء دار للأيتام، ثم حصلت بروكس بعد ذلك على دعم العديد من الكنائس، بما في ذلك جمعية الأصدقاء الدينية للمساعدة في تأسيس جمعية أصدقاء الأيتام الملونين. تمت الموافقة على الخطة وتم تفويض موقع المبنى من قِبَل مجلس المدينة في عام 1867، ثم افتُتح دار الأيتام بعد ذلك بعامين. لا تزال المنظمة تعمل وتؤدي مهامها، على الرغم من تركيزها الحالي على توفير خدمات رعاية الطفل والأسرة للأسر ذات الدخل المنخفض والمتوسط.
تُوفيت بروكس في 7 أكتوبر 1900 في ريتشموند بفيرجينيا
 ودُفنت في مقبرة ميكانيكي في ريتشموند. تم تكريم جوود في عام 2008 بإنشاء نصب تذكاري في فيرجينيا أُقيم في زاوية شارعي تشاريتي وسانت بول، كما نُشر كتاب عن حياتها في عام 1989.